# Yúrievets
Yúrievets (en ruso: Ю́рьевец) es una ciudad del óblast de Ivánovo, en Rusia, centro administrativo del raión homónimo.

## Geografía
Yúrievets se encuentra en el punto de confluencia del río Unzha y el Volga, a la altura del embalse de Gorki, a 133 km (168 km por carretera) al sudeste de Ivánovo.

## Historia

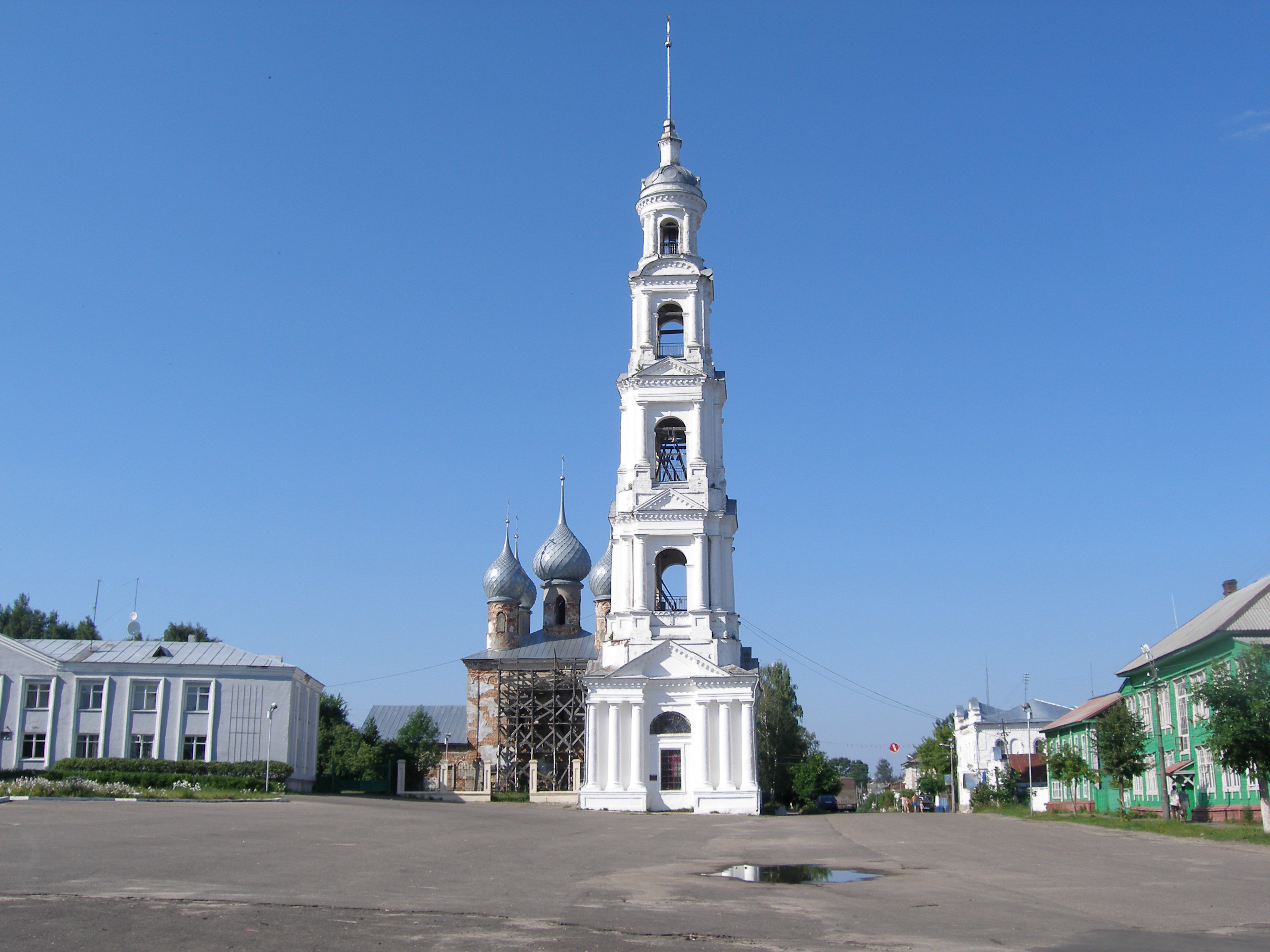
Campanario.

Yúrievets fue fundada en 1225 por el príncipe Yuri II de Vladímir bajo el nombre de Yúriev-Povolzhski  ("la ciudad de Yuri junto al Volga"). En 1237 la ciudad fue destruida por el ejército mongol de Batu Kan, nieto de Gengis Kan.
Desde 1405 la ciudad se incorpora al principado de Gorodéts, a Moscovia en 1448, a Súzdal en 1451, para finalmente permanecer en el territorio de Moscú. En 1565 forma parte de la Opríchnina de Iván IV. Posiblemente es en esa época donde asopta la ciudad su nombre actual.  Durante el Período Tumultuoso de principios del siglo XVII, la localidad fue atacada en diversas ocasiones por las tropas polacas. Entre 1661 y 1663 se construyó un fuerte de piedra que existió hasta finales del siglo XVIII.
En 1778 le fue otorgado a Yúrievets el estatus de ciudad, como centro administrativo de una serie de uyédzs.

## Demografía
| 1897  | 1926  | 1939   | 1959   | 1970   | 1979   | 1989   | 2002   | 2009   |
| ----- | ----- | ------ | ------ | ------ | ------ | ------ | ------ | ------ |
| 4 778 | 9 300 | 15 500 | 19 700 | 20 100 | 18 300 | 16 500 | 12 664 | 11 316 |

## Industria y transporte
En la ciudad funciona desde 1871 un molino de tejido de lino, siendo así mismo importantes los sectores maderero y agroalimentario.
La ciudad está conectada a la carretera R81 entre Kíneshma-Yúrievets-Púchezh-Puresh (y Zavolzhe).